# Dzsibuti–eritreai határháború
A dzsibuti–eritreai határháború rövid konfliktus volt Dzsibuti és Eritrea között 2008. június 10. és június 13. Kelet-Afrikában, megelőző határvillongásokat követően. A harcok során Dzsibutit Franciaország támogatta orvosi, hírszerzési és logisztikai eszközökkel, ám katonai segítséget nem nyújtott. A háború kezdeményezője az Ézsaiás Afeverki vezette Eritrea volt, amely ezt megelőzően is két háborút provokált ki Jemennel és Etiópiával (hanís-szigeteki háború, etióp–eritreai háború). A Dzsibutival vívott konfliktus alatt végig fennállt a veszélye, hogy kiújulhat az Etiópiával való háborúskodás is.

## Előzmények
Dzsibuti 1977-ig volt Franciaország gyarmata. A franciák az etiópokkal 1900-ban kötöttek egyezményt a Vörös-tengernél fekvő határokról, amely annak vonalát a Doumeira-szigeteknél kezdődő hosszúsági foknál jelölte meg. 1935-ben a franciák gyarmatuk, a Francia Szomáliföld (a mai Dzsibuti) egyes részeit az olaszoknak adták, akik akkoriban Eritreát uralták. Csakhogy a francia-olasz megállapodás nem tisztázta a Doumeira-szigetekkel szemben fekvő félszigeten található hegy északi és déli lejtőinek hovatartozását, ami később a dzsibuti-eritreai vita alapját adta.
1996 áprilisában a dzsibuti kormány megvádolta Eritreát, hogy katonái átlépve a határt 7 km-t nyomultak előre a Doumeirával szemben fekvő félszigeten és az ottani határállomásra is tüzet nyitottak. Két nap múlva a vád tovább körvonalazódott azon véleményben, hogy Eritreának esetleg területi igénye lenne Dzsibuti északi partvidékének egy részére. Petrosz Szolomon eritreai külügyminiszter rá egy napra látogatást tett Dzsibutiban, ahol kollégája, Mohamed Moussa Chehem szembesítette őt ezekkel a vádakkal. Szolomon Dileita Mohamed Dileita miniszterelnökkel is beszélt, aki szintén felvetette, hogy erőszakos eritreai behatolás történt. Április 18-án Szolomon nyilatkozatában tagadta, hogy Eritrea benyomult volna a Doumeira körüli területre, továbbá hozzátette azt is, hogy az eritreai álláspont szerint nem volt fegyveres összecsapás, hazáját pedig elszomorítják ezek az állítások.
A helyzetet tovább bonyolította az etióp-eritreai háború kirobbanása. Dzsibutinak jó viszonyban állt Etiópiával, mire Eritrea megszakította vele a diplomáciai kapcsolatokat, s csak a háború végén, 2000-ben állította helyre. Etiópia számára az egyetlen kijáratot a tenger felé Dzsibuti jelentette azóta, hogy Eritrea elszakadt.
2008 januárjában újfent mozgolódások kezdődtek a vitatott határszakon. Eritrea külön kéréssel fordult Dzsibutihoz, hogy hadd szerezhessen be építési homokot a területről. Április 16-án Dzsibutiból arról számoltak be, hogy az eritreaiak a határ mindkét oldalán megerősített pontokat állítottak fel és lövészárkokat ástak ki. Dzsibuti ráadásul az ENSZ előtt panasszal élt, miszerint Eritreában olyan térképeket adtak ki, amelyek a Doumeira körüli területeket eritreai felségterületként jelölik. Eritrea ezt azonban tagadta.
Az etióp miniszterelnök Meles Zenawi támogatásáról biztosította Dzsibutit, hivatkozva arra, hogy a vita fenyegeti a békét és a biztonságot Afrika szarván. Etiópiának gazdasági szempontból létfontosságú volt Dzsibuti stabilitása. Az eritreai elnök Ézsaiás Afeverki ekkor is igyekezett bizonygatni, hogy nincs vitájuk Dzsibutival.

## Fegyveres konfliktus
A dzsibuti állítások szerint eritreai dezertőrök 2008. június 10-én átszöktek dzsibuti területre. Hadseregük ekkor tüzet nyitott rájuk és követelték a dzsibuti féltől, hogy küldjék vissza őket. Az incidensben legalább két ember vesztette életét. Dzsibuti az eset hatására mozgósítást rendelt el és még a leszerelt katonákat is újból behívták. Eritrea eközben közleményben tagadta Dzsibuti, szerinte Eritrea-ellenes állításait és provokációval vádolta meg a szomszédját.
A két fél közötti határharcok négy napig zajlottak, ezalatt a dzsibuti francia katonai misszió gyógyszerekkel és más eszközökkel támogatta a dzsibuti hadsereget. Dzsibuti június 13-án jelentette be a harcok végét, habár ugyanazon napon Ismail Omar Guelleh dzsibuti köztársasági elnök még azt nyilatkozta, hogy országa és Eritrea között hadiállapot van. Elmondása szerint Eritreával a kapcsolat mostanáig jó volt, de Eritrea agressziót hajtott végre területeik ellen, amelynek ők ellen álltak.

## Veszteségek
Dzsibuti források szerint az ő oldalukon 44-en haltak meg és 55-en megsebesültek. Becsléseik szerint az eritreaiak 100 halottat és 100 sebesültet vesztettek, továbbá 21 katona dezertált.

## Nemzetközi reakciók
- Az Arab Liga, amelynek Dzsibuti is tagja, felszólította Eritreát, hogy haladéktalanul vonuljon ki a kérdéses területről.[13]
- Franciaország védelmi minisztere, Hervé Morin tárgyalt dzsibuti kollégájával, Ougoureh Kifleh Ahmeddal, hogy a franciák megerősítik a katonai jelenlétüket Dzsibutiban, amennyiben az Eritreával való vita eszkalálódna. Ugyanakkor, bár országa teljes támogatásáról biztosította Dzsibutit, felszólított a konfliktus mihamarabbi diplomáciai rendezésére. Ennek nyomán Dzsibuti és Franciaország kölcsönös védelmi megállapodást kötött egymással.[14] Morin bejelentését a francia külügyminisztérium megerősítette és kijelentették, hogy a szükséges eszközökkel támogatják a dzsibuti hadsereget. A továbbiakban a franciák haditengerészeti erőket is mozgósítottak a régióban, ám 2011-ben újra kezdték tárgyalni a Dzsibutival kötött védelmi egyezményt, látva, hogy az ország kifejezetten él ezzel a lehetőséggel.
- Az ENSZ tanácsában ugyanakkor Franciaország nem támogatta Dzsibuti azon kérését, hogy a nemzetközi szervezet legyen a kérdésben a döntőbíró, ehelyett az Arab Liga és az Afrikai Egységszervezet bevonásával a konfliktus helyi szintű megoldását javasolta. Vele szemben tanácsban helyet foglaló Egyesült Államok teljes mértékben Dzsibuti mellett állt ki és elítélte az eritreai agressziót. 2009. december 23-án az Egyesült Nemzetek Biztonsági Tanácsa által elfogadott 1907-es számú határozat értelmében fegyverembargót vezettek be Eritreával szemben, megtiltották egyes eritreai vezetők beutazását és befagyasztották az ország néhány politikai és katonai tisztviselőjének külföldön elhelyezett vagyonát is. A Biztonsági Tanács ugyanakkor mindkét felet maximális önmérsékletre és a párbeszéd helyreállítására szólította fel.
- Az ENSZ tanácsban tett nyilatkozat mellett az Egyesült Államok külügyminisztériuma is elítélően nyilatkozott Eritreáról, amely álláspontjuk szerint fenyegeti a térség biztonságát és a békét, ugyanakkor felszólították Eritreát, hogy fogadja el egy harmadik fél közvetítését is a Dzsibutival folytatott határvitában.[15] Válaszul Eritrea a konfliktus gerjesztésével vádolta meg az amerikaiakat.[16] A dzsibuti amerikai nagykövetség külön tanácsolta az amerikai állampolgároknak, hogy ne utazzanak a dzsibuti-eritreai határrégióba.[17]
- Az Afrikai Egységszervezet Béke- és Biztonsági Tanácsa a felek közötti gyors megbékélést, önmérsékletet, a vita párbeszéd útján történő megoldását, valamint egy afrikai békemisszió kivezénylését javasolta a térségbe. Dzsibuti ez utóbbi felvetést elfogadta, Eritrea viszont nem.[18] Zenawi etióp miniszterelnök tanácsadója, Bereket Simon Etiópa eltökélt békés szándékairól beszélt a Reutersnek.[11]

## Következmények
2008. június 24-én az ENSZ Biztonsági Tanácsának ülésén mind a dzsibuti, mind az eritreai felet meghallgatták. Az ENSZ tényfeltáró missziót is küldött a vitatott területre, amely megállapította, hogy a térséget Dzsibuti a maga részéről demilitarizálta, ám Eritrea fegyveres erői még mindig a helyszínen tartózkodnak és Eritrea nem hajlandó a missziót országa területére engedni.
A Tanács az 1862-es számú, 2009. január 14-én kelt határozat értelmében újból felszólította Eritreát a kivonulásra, ugyanakkor elismeréssel fogadta Dzsibuti lépését, amely a misszió érkezéséig és a vita rendeződéséig kiürítette a vitatott régiót.
2009. december 23-án az ENSZ újabb szankciókat vetett ki Eritreával szemben nemcsak amiatt, hogy a Dzsibutival vívott határháborút követően nem vonta ki erőit, hanem mert fegyveres csoportokat is támogatni kezdett Szomáliában. A megszorítások további fegyverembargót, utazási korlátozásokat és vagyon-befagyasztásokat tartalmaztak.
Eritrea és Dzsibuti 2010. június elején úgy döntött, hogy Katart kérik meg közvetítőnek, amit az Afrikai Egységszervezet üdvözölt. A folyamat lassúságát mutatja, hogy Eritrea 2016. márciusában, nyolc évvel a határháború után engedett szabadon négy dzsibuti hadifoglyot.
Katar eleinte egy 450 fős békefenntartó missziót állomásoztatott a kérdéses területen, ám a 2017-es diplomáciai válság során ezeket az erőket kivonták, mert Eritrea megszüntette a diplomáciai kapcsolatait Katarral, s utóbbi ezt Dzsibutival szemben el akarta kerülni. Röviddel ezután Dzsibuti újból megvádolta Eritreát, hogy ismét a vitatott területre léptek fegyveresei.
Eritreában és Dzsibutiban több olyan arab ország katonái is állomásoznak a mai napig, amelyek megszakították kapcsolataikat akkor Katarral és Szaúd-Arábia vezetése alatt részt vesznek a jelenleg zajló jemeni polgárháborúban.
A Dzsibuti és Eritrea közötti kapcsolatok csak 2018 szeptemberében normalizálódtak.